# Лося-Вулька
Лося-Вулька (пол. Łosia Wólka) — село в Польщі, у гміні Чоснув Новодворського повіту Мазовецького воєводства.
Населення — 363 особи (2011).
У 1975-1998 роках село належало до Варшавського воєводства.

## Демографія
Демографічна структура станом на 31 березня 2011 року:
|          | Загалом | Допрацездатний вік | Працездатний вік | Постпрацездатний вік |
| -------- | ------- | ------------------ | ---------------- | -------------------- |
| Чоловіки | 181     | 37                 | 126              | 18                   |
| Жінки    | 182     | 33                 | 114              | 35                   |
| Разом    | 363     | 70                 | 240              | 53                   |